# あのね (あいみょんの曲)
「あのね」は、あいみょんの15thシングル。2023年12月6日に発売された。表題曲はテレビ朝日開局65周年記念作品の劇場アニメ『窓ぎわのトットちゃん』主題歌。同楽曲はCDリリースに先駆け11月15日より先行配信された。

## 概要
2023年10月13日、本作の表題曲が劇場アニメ『窓ぎわのトットちゃん』の主題歌として書き下ろされたことが発表された。
同年11月1日、「あのね」のショートムービーがYouTubeにて公開された。同年12月6日、前作のCDシングル「愛の花」に続き山田智和が監督を務めた同曲のミュージックビデオがYouTubeにて公開された。ディレクションとジャケットアートワークはとんだ林蘭が担当した。ショートムービーは長野県の諏訪湖や諏訪市街地、JR富士見駅前周辺で撮影されている。
日本全国のTOHOシネマズで、映画『窓ぎわのトットちゃん』を劇場鑑賞することにより、各映画館毎に先着順で数量限定の「あのね歌詞カード」をプレゼントするキャンペーンが行われている。
2024年1月25日、本作の表題曲の劇場アニメが『第47回日本アカデミー賞』優秀アニメーション作品賞を受賞した。

## 制作背景
あのね
2023年12月8日、テレビ朝日系『徹子の部屋』にゲスト出演した際、制作の背景を語った。

## チャート成績
11月15日に先行配信された表題曲「あのね」は、2023年11月22日公開（集計期間：2023年11月13日～11月19日）のビルボード・ジャパンダウンロードウィークリーチャートにて初週3,892DLを売り上げ初登場9位、二週目27位、三週目67位、四週目には17位と再びランクアップしている。
総合チャート「Japan Hot 100」では初登場64位、二週目88位を獲得した。
12月6日に発売されたCDシングルは、2023年12月13日公開（集計期間：2023年12月4日～12月10日）のビルボード・ジャパンシングルウィークリーチャートにて初登場4位、総合チャート「Japan Hot 100」では初登場22位を獲得した。

## 収録曲
| 全作詞・作曲: あいみょん。 |                               |            |            |                                  |      |
| #                          | タイトル                      | 作詞       | 作曲・編曲 | 編曲                             | 時間 |
| 1.                         | 「あのね」                    | あいみょん | あいみょん | 立崎優介、近藤隆史、田中ユウスケ | 6:47 |
| 2.                         | 「die die die」               | あいみょん | あいみょん | 川辺素                           | 3:29 |
| 3.                         | 「あのね」(Instrumental)      | あいみょん | あいみょん |                                  | 6:49 |
| 4.                         | 「die die die」(Instrumental) | あいみょん | あいみょん |                                  | 3:28 |
| 合計時間:                  | 合計時間:                     | 合計時間:  | 20:33      |                                  |      |